# Thou Shalt Suffer
A Thou Shalt Suffer (jelentése: "Neked szenvedned kell") egy norvég black-metal zenekar volt. Több taggal is rendelkeztek, de az egyetlen tag, aki a kezdetektől benne volt a zenekarban, Ihsahn volt, akit jól ismerhetünk a szintén norvég Emperor-ból (Ihsahn a Thou Shalt Suffer feloszlása után alapította meg az Emperort). 1990-ben alakultak meg Notodden-ben. Eleinte 1990-től 1991-ig működtek, ekkor black metalt/blackened death metalt játszottak. Ihsahn 2000-ben újból megalapította a zenekart, első és egyetlen nagylemezük ebben az évben jelent meg. Az együttes ekkor jelentős stílusváltáson esett át, ugyanis a nagylemezen középkori zene (medieval music) hallható, a black metal helyett. Az album után véglegesen feloszlott az együttes.

## Diszkográfia
- Rehearsals '90 (1990, Xerasia néven)
- The Land of the Lost Souls (1990, Embryonic néven)
- 4-Track Rehearsal (1991)
- Open The Mysteries Of Your Creation (1991)
- Into The Woods Of Belial (Demo) (1991)
- Into The Woods Of Belial (válogatáslemez, 1997 / 2004)
- Somnium (2000)

## Tagok
- Samoth - gitár (1990–1991), basszusgitár (1991), dob (1991)
- Ildjarn (Vidar Vaaer) - basszusgitár (1991)
- Thorbjørn Akkerhaugen - dob (1991)
- Ihsahn - ének, billentyűk, gitár (1990–1991, 2000)